# Iñaki Godoy Jasso
Iñaki Godoy Jasso   (Ciutat de Mèxic, 25 d'agost de 2003) és un actor mexicà que ha actuat principalment a sèries de televisió produïdes per Netflix com ¿Quién mató a Sara?, The Imperfects i l'adaptació en imatge real de One Piece.
Té una germana anomenada Mia. Ha cursat l'educació primària a Mèxic, el seu país d'origen i actua des dels 11 anys. El seu primer paper destacat va ser Amadeo "El Gato" a La querida del Centauro en un paper protagonista, en el qual va actuar durant 128 episodis del 2016 al 2017. Després, va interpretar a El Chinos a No Fear of Truth i Bruno a ¿Quién mató a Sara?, que li va donar reconeixement internacional. També protagonitza la sèrie de ciència-ficció del 2022 The Imperfects.
El 2021, es va anunciar que interpretaria a Monkey D. Luffy, el protagonista principal de One Piece, a l'adaptació en imatge real de la franquícia de manga i anime japonesa del mateix nom.